# Templo de Hamilton
El templo de Hamilton, Nueva Zelanda, es uno de los templos construidos y operados por la Iglesia de Jesucristo de los Santos de los Últimos Días, el número 13 construido por la iglesia y el primero en Nueva Zelanda, ubicado en Manukau, en las afueras de la ciudad de Hamilton sobre una colina que ocupa una superficie de 35 hectáreas. El templo de Hamilton fue construido con bloques de hormigón armado fabricados en el mismo sitio de la construcción, reforzados con estructuras de acero pintadas de blanco. El templo sigue un diseño moderno-contemporáneo, de una sola torre y pináculo, pero similar a la línea arquitectónica de los primeros templos de la Iglesia, incluyendo el templo de Suiza. Pese a las dimensiones del templo, con un total de 4 mil metros cuadrados de construcción, solo cuenta con un salón para las ordenanzas SUD y cinco salones de sellamientos matrimoniales.

## Historia

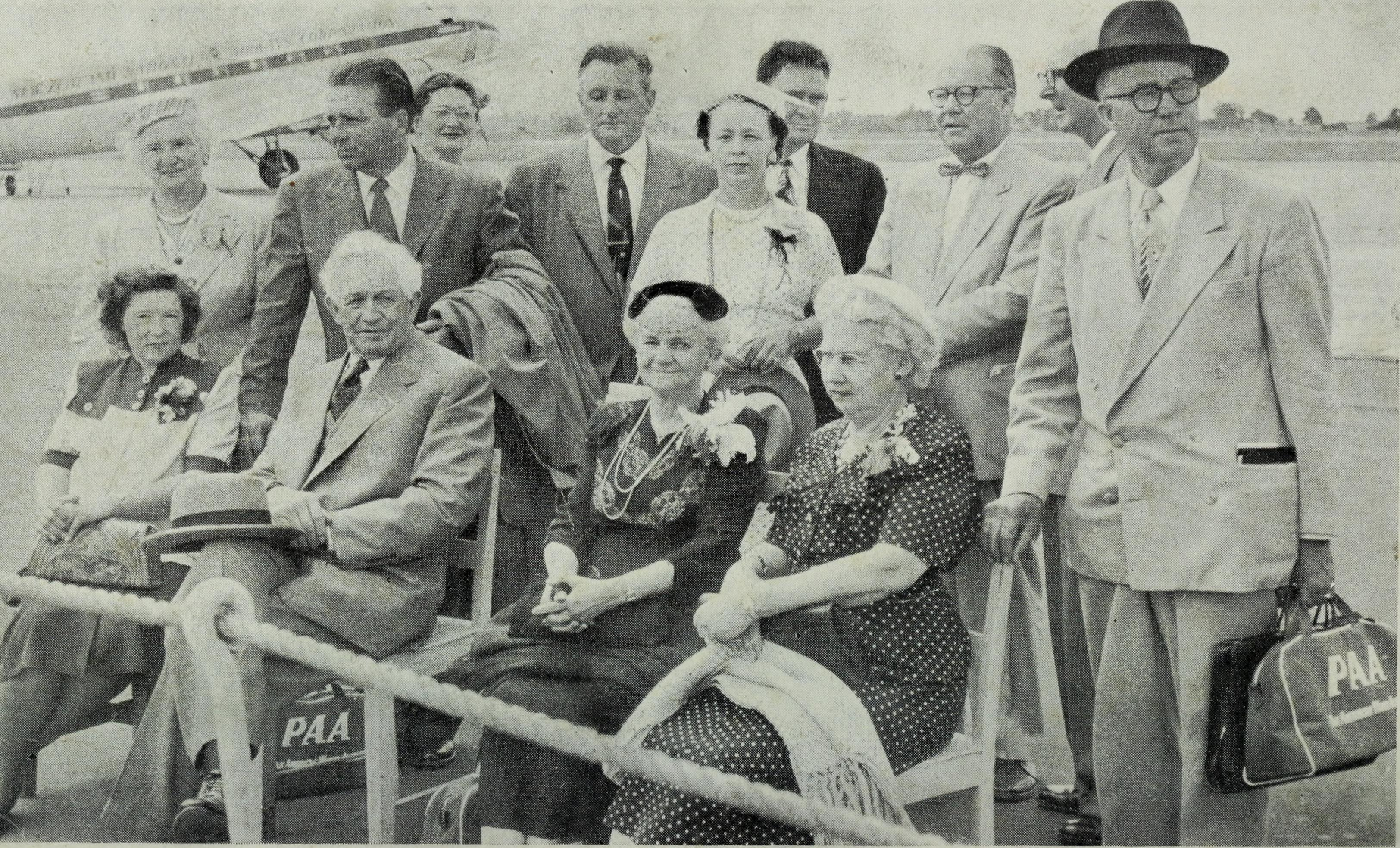
McKay, segundo a la izquierda en la primera fila, durante su viaje a Nueva Zelanda en enero de 1955.

En 1852, Brigham Young envió a más de un centenar de misioneros a lugares distantes del mundo como la India, Siam (Tailandia), y Australia. Desde Australia, los misioneros viajaron hasta Auckland, Nueva Zelanda, tres de ellos arribando por medio del barco William Denny a Auckland, el 27 de octubre de 1854. Desde ese momento y durante 25 años, el trabajo proselitista de la iglesia en Nueva Zelanda ocurrió principalmente entre poblados de la etnia Maorí aunque con progreso inestable. Para 1870 había unos 70 fieles, suficientes para organizar algunas congregaciones pequeñas. Consistente con la tradición del siglo XIX, los nuevos conversos del Movimiento de los Santos de los Últimos Días en el exterior comenzaron a migrar hacia el territorio de Utah. Finalmente, en 1879 la sede de la misión se trasladó desde Australia directamente a Nueva Zelandia, y un nuevo esfuerzo misional hizo que el proselitismo fuese más concertado. A fines de 1880, había 7 congregaciones, con un centenar de fieles bautizados en la iglesia SUD en Nueva Zelanda. El Libro de Mormón fue traducido y publicado en el idioma maorí en abril de 1889 gracias a los esfuerzos de Ezra F. Richards y Sondra Sanders así como de tres lugareños, Henare Potae, Te Pirihi Tutekohi y James Jurado. Según el folclore mormón, el rey maorí Tāwhiao predijo con precisión el arribo de la fe restauracionista y el sitio del templo antes de su muerte en 1894.: 30–31 

## Anuncio
En abril de 1952, la Primera Presidencia de la iglesia y el cuórum de los Doce Apóstoles tomaron la histórica decisión de construir templos en Europa. Dos meses después, el entonces presidente de la iglesia David O. McKay viajó por Europa para supervisar personalmente la selección de los sitios para los futuros templos. McKay insistía en acortar la brecha en su iglesia de un estado de provincialismo religioso a uno de influencia internacional. Con la construcción de templos alrededor del mundo, McKay hizo práctico el nuevo concepto, que Sion no se limita a una ubicación geográfica en particular, sino que es una condición del corazón y la mente de sus fieles que se puede encontrar en cualquier parte del mundo.
En 1954, las autoridades generales de la iglesia aprobaron la construcción de un templo en un lugar aún indeterminado en el Pacífico Sur. El entonces presidente de la iglesia David O. McKay seleccionaría el sitio del templo durante una gira de dos meses por el Pacífico que incluyó Fiyi, Tonga, Samoa, Samoa Americana, Tahití, Nueva Zelanda y Australia. A su regreso en febrero de 1955, recomendó que el templo se construyera cerca del existente Church College en Hamilton, donde la iglesia combinaría su instrucción espiritual y académica.
La Primera Presidencia de la iglesia SUD anunció el 17 de febrero de 1955 los planes de construir un templo en Nueva Zelanda.: 118  En abril de ese año la iglesia hizo el anuncio en Nueva Zelanda durante Hui Tau, el nombre de la conferencia anual de la iglesia en ese país.: 48 

## Ubicación
El Templo de Nueva Zelanda queda a unos 80 kilómetros al sur de la gran ciudad de Auckland en la Isla Norte y está ubicado en una colina a unos 8 kilómetros en las afueras de Hamilton, en una comunidad pastoral llamada «Temple View» de aproximadamente 1400 habitantes. El terreno para el templo fue elegido en 1954 por Wendell B. Mendenhall, a quien el presidente de la Iglesia SUD, David O. McKay, le había dado una asignación especial para elegir el sitio.: 48  Con su finalización en 1958, el templo en Nueva Zelanda fue el primer templo construido en el hemisferio sur del planeta y el segundo templo de la iglesia construido fuera de los Estados Unidos y Canadá.
Además del templo, el pueblo de Temple View es también famoso por su espectacular despliegue de luces navideñas, unas 100.000 luces en más de 120 arbustos y árboles. Coros y grupos de villancicos suelen ofrecer entretenimiento antes de que las luces pasen a quedar encendidas, desde las 9.15 p. m. hasta la medianoche.

## Diseño

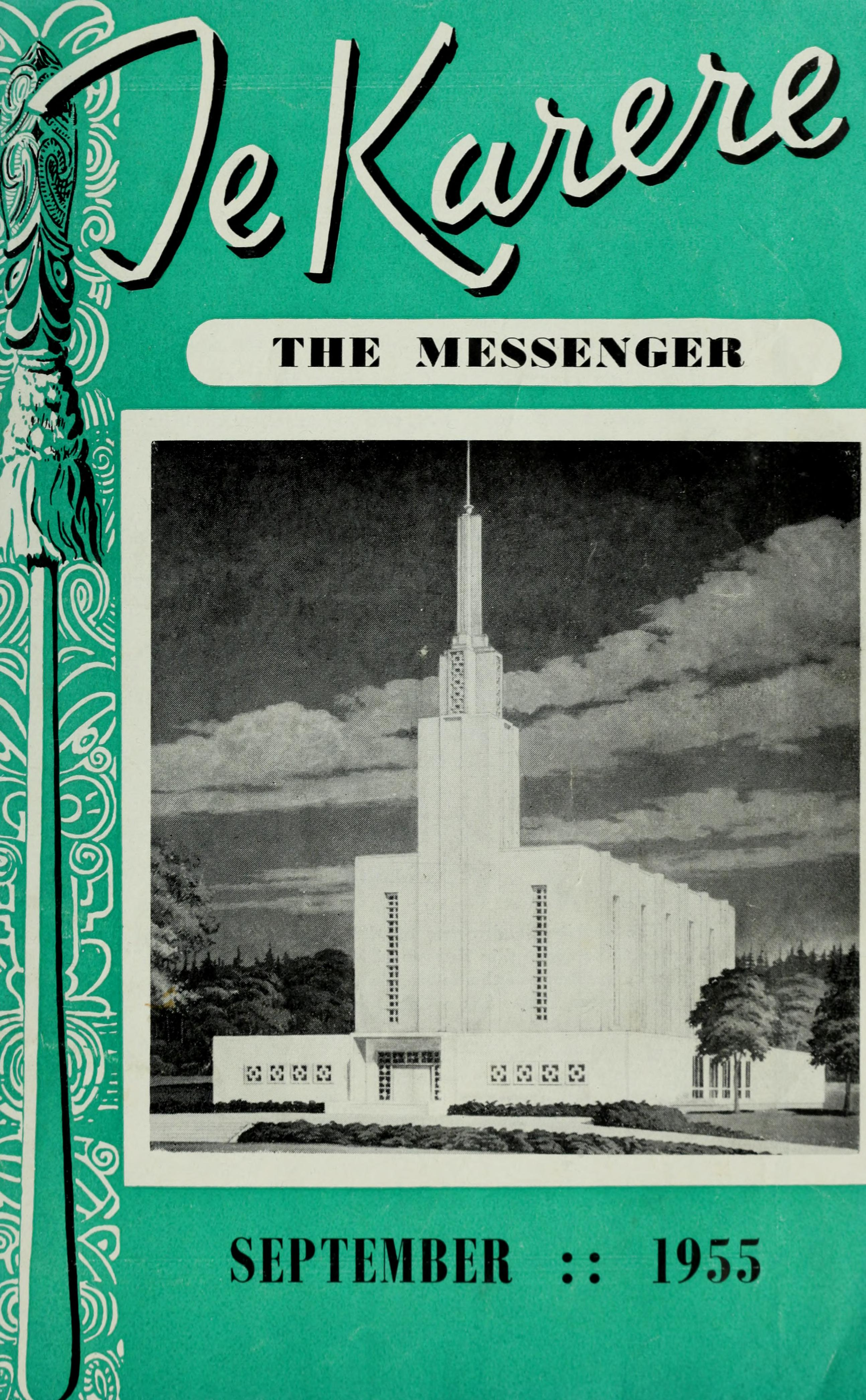
Revista de 1955 con imagen del futuro templo en Hamilton.

A pesar de entrelazar la religión con la cultura Maorí, la iglesia diseño el templo bajo patrones previamente establecidos, añadiendo pocos elementos que reflejan la esencia Maorí. El templo consiste en un auditorio único para la sesión de la investidura que pudiera ser presentado en formato de video, tal y como había sido planeado poco antes con el Templo de Los Ángeles (California). El templo de Hamilton fue diseñado con el mismo patrón arquitectónico del templo de Berna. Este es uno de tres templos con murales completos en su Salón Celestial: el Templo de Idaho Falls y el Templo de Los Ángeles. Los pilares de las esquinas del Salón Celestial del Templo de Logan también representan un paisaje con estilo celestial.
El diseñ y planos fueron hechos por Anderson y entregados a la iglesia para su aprobación el 1 de septiembre de 1955.: 118 

## Construcción

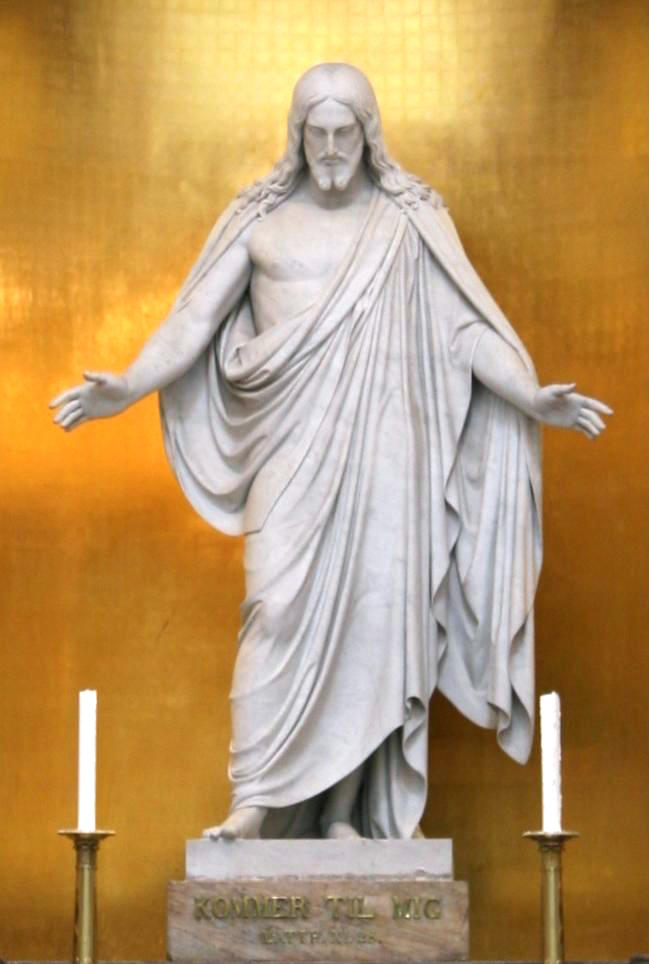
Una réplica del Cristo de Thorvaldsen está situada en el centro de visitantes del templo de Hamilton.

La ceremonia de la primera palada tuvo lugar junto con una oración dedicatoria del terreno el 21 de diciembre de 1955 y a la que asistieron unas 600 personas.: 118  El terreno, conocido en el idioma maorí como Tukiharamea, cuenta con más de 35 hectáreas sobre las que también están ubicados un Centro de Visitantes y una universidad propiedad de la iglesia e inactiva desde 2009 por instrucciones de las autoridades generales de la iglesia en Salt Lake City. El pináculo del templo se eleva hasta casi los 48 metros de altura. 
La construcción del templo fue completada por cerca de 1500 misioneros de construcción quienes prestaban su tiempo y su mano de obra de manera voluntaria con ayuda de los fieles de la localidad, quienes les proveían de comida, dinero y vivienda durante su estadía en Nueva Zelanda. Los dirigentes sindicales se reunieron con los líderes de la iglesia para insistir en que los misioneros fuesen remunerados por su trabajo. Se les informó que a los misioneros no se les pagaba nada, pero que recibían 10 chelines a la semana para sus necesidades personales. La mano de obra adicional fue proporcionada por los miembros de los 16 distritos en los alrededores de Nueva Zelanda que visitaban la construcción en turnos especiales de una semana de duración. Cada uno de estos distritos también recaudó £ 1000 al año para mantener a los misioneros durante su labor.
Los materiales del templo provinieron de varias ubicaciones alrededor del mundo. La madera vino de Canadá, la pila bautismal fue elaborada en Suiza, remate externo de Londres, el mármol provino de Italia, Australia y Nueva Zelanda, el concreto de los Estados Unidos y el granito de Australia.
Durante el trabajo en los jardines del terreno del templo se descubrió un antiguo cementerio maorí. El descubrimiento reveló que la colina sobre la que se construyó el templo fue una vez el hábitat de varias sub tribus Mahanga. Uno de los últimos guerreros que vivió en este asentamiento fue Te Rangi Whakaakonga. Antes de morir, dejaría instrucciones de ser enterrado allí, en la colina donde se asienta ahora el templo. Las tribus habían previamente excavado un túnel funerario que se creía que estaba a unos 10 metros (10,9 yd) por debajo del sitio del templo. Fue en este túnel donde fue enterrado Te Rangi. Otro cementerio se encuentra ubicado en la ladera de la colina. Se encontraron seis esqueletos en posisión sentada con sus cabezas apoyadas sobre sus brazos cruzados. El lugar permanece sin alterar. Un pequeño jardín hace honor hoy día al cementerio indígena.
El templo cuenta con 75 cuartos distribuidos en tres pisos por un costo de 1 millón de dólares. La ceremonia de la piedra angular del templo ocurrió el 22 de diciembre de 1956, presidida por Hugh B. Brown, asistente del cuórum de los Doce Apóstoles.: 120  La piedra angular cubre un espacio donde se asienta una caja de cobre con elementos de importancia para la iglesia y sus fieles. El templo estuvo abierto para visitas públicas durante 23 días antes de la dedicación.
En 1986 el templo recibió tres lámparas de araña tipo María Teresa provenientes de Checoslovaquia, los cuales fueron instalados en el salón celestial. Cada Candil pesa aproximadamente 500 libras (226,8 kg) y exhibe 2.755 piezas de cristal.

## Dedicación
El templo SUD de la ciudad de Hamilton fue dedicado para sus actividades eclesiásticas del 20 al 22 de abril de 1958, por el noveno presidente de la iglesia SUD David O. McKay. Con anterioridad a ello, del 28 de marzo al 19 de abril de ese mismo año, la iglesia permitió un recorrido público de las instalaciones y del interior del templo al que asistieron unos 112.000 visitantes. Unos 4.000 miembros de la iglesia e invitados asistieron a la ceremonia de dedicación, que incluye una oración dedicatoria. Fue el primer templo de la iglesia dedicado en una región sin que contara primero con una estaca SUD. Dicha estaca fue organizada en el país el 18 de mayo de 1958, la estaca SUD más distante de la sede de la iglesia en Salt Lake City.: 49  El Templo de Hamilton se dedicó unos cinco meses antes que el Templo de Londres (Inglaterra), lo que marcó la primera vez que la iglesia dedicara dos templos en el mismo año.
El templo de Hamilton fue cerrado en 1993 durante dos meses para reemplazar los revestimientos de las paredes y el mobiliario. Nuevamente, en 1994-95 durante nueve meses por obras de renovación y retirada de amianto y la instalación de aire acondicionado sin que se hayan realizado modificaciones en su estructura fundamental.
Al templo, por su cercanía a las comunidades, también acuden fieles que viven en las comunidades de la capital de Nueva Zelanda, Auckland, Tauranga y otras comunidades de la Isla Norte, Christchurch, Gisborne, la región de Northland, Palmerston Norte y los fieles provenientes de las islas más cercanas ubicadas en Australasia como Nueva Caledonia. Según el folclore mormón, profetas o jefes maoríes, como Paora Te Potangaroa y Tāwhiao, predijeron la llegada de los misioneros mormones a Nueva Zelanda, así como, con precisión, el lugar de construcción del templo de Hamilton, en Nueva Zelanda, antes de 1894.
El 19 de enero de 2018, la Iglesia SUD anunció que en julio de 2018, el templo se cerraría por renovaciones que se prevé se completarán en 2021. En 2019, Russell M. Nelson anunció la ubicación de un nuevo templo de la Iglesia SUD en Auckland, Nueva Zelanda, el segundo templo del país.

## Remodelación
El templo de Hamilton cerró sus puertas temporalmente el 23 de julio de 2018. Previo a ello, la iglesia del Área del Pacífico publicó un comunicado de prensa con representaciones de los planes de renovación del interior y exterior del edificio. En el plan fue expuesto a un extenso proyecto de renovación, principalmente para actualizar sus códigos de fortalecimiento sísmico, los sistemas eléctricos y mecánicos. Los diseños permitieron la instalación segura de falsos techos y se aplicó consideración sísmica a estos diseños. Se requerían diseños actualizados al código para una serie de áreas donde los servicios mecánicos y el trabajo de conductos significaban que los diseños de arriostramiento no podían alinearse de la manera acostumbrada. La remodelación incluye mejoría en los planos del primer piso y reemplazo de todos los acabados interiores y sus muebles. Las instalaciones que rodean al templo también se actualizarán, incluyendo el estacionamiento, la vivienda para los viajeros de grandes distancias y misioneros así como el centro de visitantes.
Un centenar de fieles llegaron al templo para su uso el último día de operaciones. Debido al cierre reciente de la renovación del único templo del país, los fieles han viajado a otros templos del Pacífico para sus ceremonias eclesiásticas, incluyendo el Templo de Sídney, el templo de Fiyi, el templo de Apia Samoa, el templo de Papeete y el Templo de Fukuoka.

## Church College

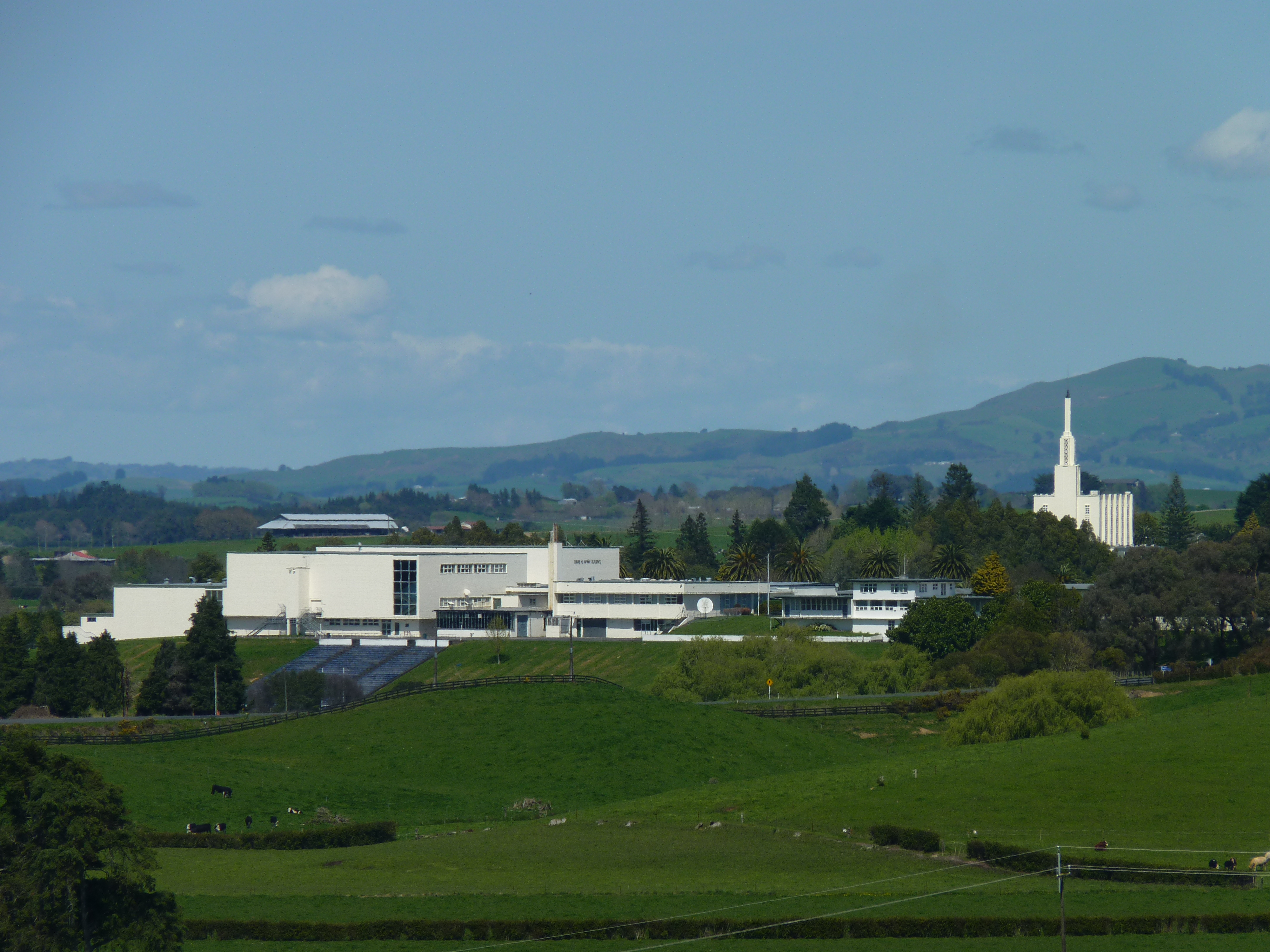
Church College con el templo de Hamilton al fondo.

El templo de Hamilton está situado sobre una colina de 86 acres (34,8 ha) que comparte con un recinto universitario conocido como Church College de Nueva Zelanda. El edificio fue construido en 1951 bajo la dirección del local John Elkington. La institución fue operada por la Iglesia para estudiantes de doce a dieciocho años. La iglesia anunció su cierre el 29 de junio de 2006 y cerró permanentemente en diciembre de 2009 después de 51 años de funcionamiento. 
A medida que aumentó el número de adeptos en Nueva Zelanda, la iglesia promovió la necesidad de educación entre la etnia maorí.: 67–68  En toda Nueva Zelanda, las escuelas públicas funcionaban en las zonas más pobladas, pero en las comunidades maoríes y las zonas rurales del país existían pocas escuelas. En respuesta a esta necesidad, la iglesia formó su primera escuela en Nuhaka el 11 de enero de 1886. Aunque las escuelas fueron útiles para muchas familias maoríes, numerosos factores obstaculizaron el éxito. Los maestros eran misioneros que rara vez fueron capacitados profesionalmente y casi siempre educaron en el sistema pedagógico estadounidense en lugar del modelo británico de Nueva Zelanda. Como resultado, ninguna de las escuelas de la iglesia fue reconocida formalmente por el Departamento de Educación de Nueva Zelanda. A principios de la década de 1900, las escuelas nativas para los jóvenes de la iglesia dejaron de funcionar, reemplazadas por un sistema escolar estatal más eficiente y generalizado.: 65–66 
Bajo la dirección de David O. McKay, quien era educador, la iglesia construyó la escuela agrícola en 1913 (derribada en 1962): 72  y luego el Church College en Hamilton dedicado en abril de 1958 contando con la presencia del entonces primer ministro de Nueva Zelanda, Walter Nash.: 111  Bajo el liderazgo de McKay, la nueva universidad en Hamilton continuó creciendo, expandiéndose de una matrícula en 1958, su primer año, de 342 estudiantes a 647 estudiantes en 1970 y 450 estudiantes en 1970. Al igual que el templo, la universidad fue construida por voluntarios y se anticipa que el terreno volverá a ser parte de las tierras de cultivo que rodean la colina. El recinto universitario quedó destinado por la iglesia para su demolición. Se ha expresado un apoyo significativo de la comunidad para conservar algunos de los edificios, a pesar de la postura firme de la iglesia en su remoción. La iglesia recibió varias ofertas para rescatar los edificios de su derribe. El área alrededor del templo se encuentra bajo protección que garantiza que se conserve el carácter del área aún si se derrumbara el edificio. En 2014 el gobierno local de Hamilton otorgó el consentimiento de recursos para que la iglesia reconstruya una parte del antiguo campo universitario en un centro de estaca y un parque estilo museo.